# Dandakhali
Dandakhali (en népalais : डांडाखली) est un comité de développement villageois du Népal situé dans le district de Surkhet. Au recensement de 2011, il comptait 2 493 habitants.